# Список птахів Маврикію
Це перелік видів птахів, зафіксованих на території Маврикію. Авіфауна Маврикію налічує загалом 155 видів, з яких 22 були інтродуковані людьми, а 28 видів є ендеміками Маврикію.

## Позначки
Наступні теги використані для виділення деяких категорій птахів.
- (А) Випадковий — вид, який рідко або випадково трапляється на Маврикії
- (E) Ендемічий — вид, який є ендеміком Маврикію
- (I) Інтродукований — вид, завезений до Маврикію як наслідок, прямих чи непрямих людських дій
- (Ex) Локально вимерлий — вид, який більше не трапляється на Маврикії, хоча його популяції існують в інших місцях
- (X) Вимерлий — вид, який мешкав на Маврикії, однак повністю вимер.

## Гусеподібні(Anseriformes)
Родина: Качкові (Anatidae)
- Каргарка маврикійська, Alopochen mauritiana (X)
- Чирянка велика, Spatula querquedula
- Крижень мадагаскарський, Anas melleri (I)
- Крижень звичайний, Anas platyrhynchos (A)
- Чирянка маскаренська, Anas theodori (X)

## Куроподібні(Galliformes)
Родина: Цесаркові (Numididae)
- Цесарка, Numida meleagris (I)

Родина: Фазанові (Phasianidae)
- Перепілка китайська, Synoicus chinensis (I, Ex)
- Перепілка звичайна, Coturnix coturnix (I)
- Перепілка чагарникова, Perdicula asiatica (I, Ex)
- Турач китайський, Francolinus pintadeanus (I)
- Турач сірий, Francolinus pondicerianus (I)
- Фазан звичайний, Phasianus colchicus (I)

## Фламінгоподібні(Phoenicopteriformes)
Родина: Фламінгові (Phoenicopteridae)
- Фламінго рожевий, Phoenicopterus roseus (A)
- Фламінго малий, Phoenicopterus minor (A)

## Голубоподібні(Columbiformes)
Родина: Голубові (Columbidae)
- Голуб сизий, Columba livia (I)
- Columba thiriouxi (X)
- Голуб рудохвостий, Nesoenas mayeri (E)
- Nesoenas cicur (X)
- Фунінго маскаренський, Nesoenas rodericanus (X)
- Горлиця мадагаскарська, Nesoenas picturatus (I)
- Горлиця китайська, Spilopelia chinensis (I)
- Горлиця мала, Streptopelia senegalensis (A)
- Geopelia striata (I)
- Додо, Raphus cucullatus (X)
- Дронт-самітник, Pezophaps solitaria (X)
- Alectroenas nitidissimus (X)
- Alectroenas payandeei (X)

## Серпокрильцеві(Apodiformes)
Родина: Серпокрильцеві (Apodidae)
- Колючохвіст білогорлий, Hirundapus caudacutus (A)
- Салангана маврикійська, Aerodramus francicus

## Журавлеподібні(Gruiformes)
Родина: Пастушкові (Rallidae)
- Пастушок білогорлий, Dryolimnas cuvieri
- Пастушок іржастий, Aphanapteryx bonasia (X)
- Пастушок родригійський, Erythromachus leguati (X)
- Пастушок смугастий, Gallirallus philippensis (A)
- Курочка водяна, Gallinula chloropus
- Лиска маскаренська, Fulica newtonii (X)
- Султанка африканська, Porphyrio alleni (A)
- Султанка зеленоспинна, Porphyrio madagascariensis (A)

## Сивкоподібні(Charadriiformes)
Родина: Сивкові (Charadriidae)
- Сивка морська, Pluvialis squatarola
- Пісочник монгольський, Charadrius mongolus (V)
- Пісочник товстодзьобий, Charadrius leschenaultii
- Пісочник великий, Charadrius hiaticula
- Пісочник малий, Charadrius dubius (A)

Родина: Баранцеві (Scolopacidae)
- Кульон середній, Numenius phaeopus
- Кульон великий, Numenius arquata
- Грицик малий, Limosa lapponica
- Крем'яшник звичайний, Arenaria interpres
- Побережник великий, Calidris tenuirostris (A)
- Брижач, Calidris pugnax (A)
- Побережник болотяний, Calidris falcinellus (A)
- Побережник червоногрудий, Calidris ferruginea
- Побережник білий, Calidris alba
- Побережник малий, Calidris minuta
- Мородунка, Xenus cinereus
- Набережник, Actitis hypoleucos
- Коловодник лісовий, Tringa ochropus (A)
- Коловодник попелястий, Tringa brevipes (A)
- Коловодник великий, Tringa nebularia
- Коловодник ставковий, Tringa stagnatilis (A)
- Коловодник болотяний, Tringa glareola (A)

Родина: Триперсткові (Turnicidae)
- Триперстка мадагаскарська, Turnix nigricollis (I)

Родина: Крабоїдові (Dromadidae)
- Крабоїд, Dromas ardeola

Родина: Дерихвостові (Glareolidae)
- Дерихвіст лучний, Glareola pratincola (A)
- Дерихвіст забайкальський, Glareola maldivarum (A)
- Дерихвіст мадагаскарський, Glareola ocularis

Родина: Поморникові (Stercorariidae)
- Поморник антарктичний, Stercorarius maccormicki (A)
- Поморник середній, Stercorarius pomarinus

Родина: Мартинові (Laridae)
- Крячок бурий, Anous stolidus
- Крячок тонкодзьобий, Anous tenuirostris
- Крячок білий, Gygis alba
- Крячок строкатий, Onychoprion fuscatus
- Крячок бурокрилий, Onychoprion anaethetus
- Крячок білокрилий, Chlidonias leucopterus (A)
- Крячок рожевий, Sterna dougallii
- Крячок річковий, Sterna hirundo
- Крячок жовтодзьобий, Thalasseus bergii (A)
- Крячок бенгальський, Thalasseus bengalensis (A)

## Фаетоноподібні(Phaethontiformes)
Родина: Фаетонові (Phaethontidae)
- Фаетон білохвостий, Phaethon lepturus
- Фаетон червонохвостий, Phaethon rubricauda

## Буревісникоподібні(Procellariiformes)
Родина: Альбатросові (Diomedeidae)
- Thalassarche chlororhynchos
- Альбатрос сірощокий, Thalassarche cauta (A)
- Альбатрос бурий, Phoebetria fusca (A)
- Альбатрос довгохвостий, Phoebetria palpebrata (A)
- Альбатрос мандрівний, Diomedea exulans

Родина: Океанникові (Oceanitidae)
- Океанник Вільсона, Oceanites oceanicus
- Океанник білобровий, Pelagodroma marina (A)
- Фрегета білочерева, Fregetta grallaria
- Фрегета чорночерева, Fregetta tropica

Родина: Буревісникові (Procellariidae)
- Буревісник гігантський, Macronectes giganteus
- Пінтадо, Daption capense
- Тайфунник довгокрилий, Pterodroma macroptera (A)
- Тайфунник тринідадський, Pterodroma arminjoniana
- Тайфунник-провісник, Pterodroma heraldica
- Тайфунник м'якоперий, Pterodroma mollis (A)
- Тайфунник реюньйонський, Pterodroma baraui
- Пріон сніжний, Pachyptila turtur (A)
- Пріон антарктичний, Pachyptila desolata (A)
- Бульверія тонкодзьоба, Bulweria bulwerii
- Пріон тонкодзьобий, Pachyptila belcheri (A)
- Тайфунник маскаренський, Pseudobulweria aterrima
- Буревісник середземноморський, Ardenna diomedea (A)
- Буревісник світлоногий, Ardenna carneipes
- Буревісник клинохвостий, Ardenna pacificus
- Буревісник тонкодзьобий, Ardenna tenuirostris (A)
- Буревісник реюньйонський, Puffinus bailloni

## Сулоподібні(Suliformes)
Родина: Фрегатові (Fregatidae)
- Фрегат-арієль, Fregata ariel
- Фрегат тихоокеанський, Fregata minor (A)

Родина: Сулові (Sulidae)
- Сула жовтодзьоба, Sula dactylatra
- Сула білочерева, Sula leucogaster
- Сула червононога, Sula sula (A) (Ex)
- Сула чорнокрила, Papasula abbotti (Ex)

## Пеліканоподібні(Pelecaniformes)
Родина: Чаплеві (Ardeidae)
- Чепура середня, Ardea intermedia (A)
- Чепура мала, Egretta garzetta (A)
- Чапля єгипетська, Bubulcus ibis (A)
- Чапля жовта, Ardeola ralloides (A)
- Чапля мангрова, Butorides striata
- Квак маврикійський, Nycticorax mauritianus (X)
- Квак родригійський, Nycticorax megacephalus (X)
- Квак, Nycticorax nycticorax (A)

## Яструбоподібні(Accipitriformes)
Родина: Яструбові (Accipitridae)
- Лунь очеретяний, Circus aeruginosus (A)
- Haliaeetus vociferoides (A)

## Совоподібні(Strigiformes)
Родина: Совові (Strigidae)
- Сплюшка родригійська, Otus murivorus (X)
- Сплюшка маврикійська, Otus sauzieri (X)

## Сиворакшоподібні(Coraciiformes)
Родина: Сиворакшові (Coraciidae)
- Широкорот африканський, Eurystomus glaucurus

## Соколоподібні(Falconiformes)
Родина: Соколові (Falconidae)
- Боривітер степовий, Falco naumanni (A)
- Боривітер маврикійський, Falco punctatus (E)
- Підсоколик Елеонори, Falco eleonorae
- Підсоколик сірий, Falco concolor (A)
- Сапсан, Falco peregrinus

## Папугоподібні(Psittaciformes)
Родина: Psittaculidae
- Coracopsis nigra (I)
- Папуга Крамера, Psittacula krameri (I)
- Папужець острівний, Psittacula eques
- Папужець сизий, Psittacula exsul (X)
- Lophopsittacus bensoni (X)
- Папужець маврикійський, Lophopsittacus mauritianus (X)
- Папужець родригійський, Necropsittacus rodricanus (X)
- Нерозлучник сизий, Agapornis canus (Ex)

## Горобцеподібні(Passeriformes)
Родина: Личинкоїдові (Campephagidae)
- Шикачик маврикійський, Coracina typica (E)

Родина: Монархові (Monarchidae)
- Монарх-довгохвіст маскаренський, Terpsiphone bourbonnensis

Родина: Воронові (Corvidae)
- Ворона індійська, Corvus splendens (I)

Родина: Очеретянкові (Acrocephalidae)
- Очеретянка родригійська, Acrocephalus rodericanus (E)

Родина: Ластівкові (Hirundinidae)
- Мурівка світла, Phedina borbonica (A)

Родина: Бюльбюлеві (Pycnonotidae)
- Бюльбюль червоногузий, Pycnonotus jocosus (I)
- Горована маврикійська, Hypsipetes olivaceus (E)

Родина: Окулярникові (Zosteropidae)
- Окулярник маврикійський, Zosterops chloronothos (E)
- Окулярник попелястий, Zosterops mauritianus (E)

Родина: Шпакові (Sturnidae)
- Шпак родригійський, Necropsar rodericanus (X)
- Майна індійська, Acridotheres tristis (I)

Родина: Ткачикові (Ploceidae)
- Ткачик великий, Ploceus cucullatus (I)
- Фуді червоний, Foudia madagascariensis (I)
- Фуді маврикійський, Foudia rubra (E)
- Фуді родригійський, Foudia flavicans (E)

Родина: Астрильдові (Estrildidae)
- Астрильд смугастий, Estrilda astrild (I)
- Бенгалик червоний, Amandava amandava (Ex)
- Мунія іржаста, Lonchura punctulata (I)

Родина: Горобцеві (Passeridae)
- Горобець хатній, Passer domesticus (I)

Родина: В'юркові (Fringillidae)
- Щедрик жовтолобий, Crithagra mozambica (I)